# William Wetmore Story and His Friends
William Wetmore Story and His Friends (em português, William Wetmore Story e seus amigos) é uma biografia do escultor William Wetmore Story escrita por Henry James e publicada em 1903. James se concentrou nos "amigos" do título, que incluiam Robert Browning, Elizabeth Barrett Browning, James Russell Lowell e outras figuras mais proeminentes que o próprio Story.